# Saint John's Seminary (Massachusetts)

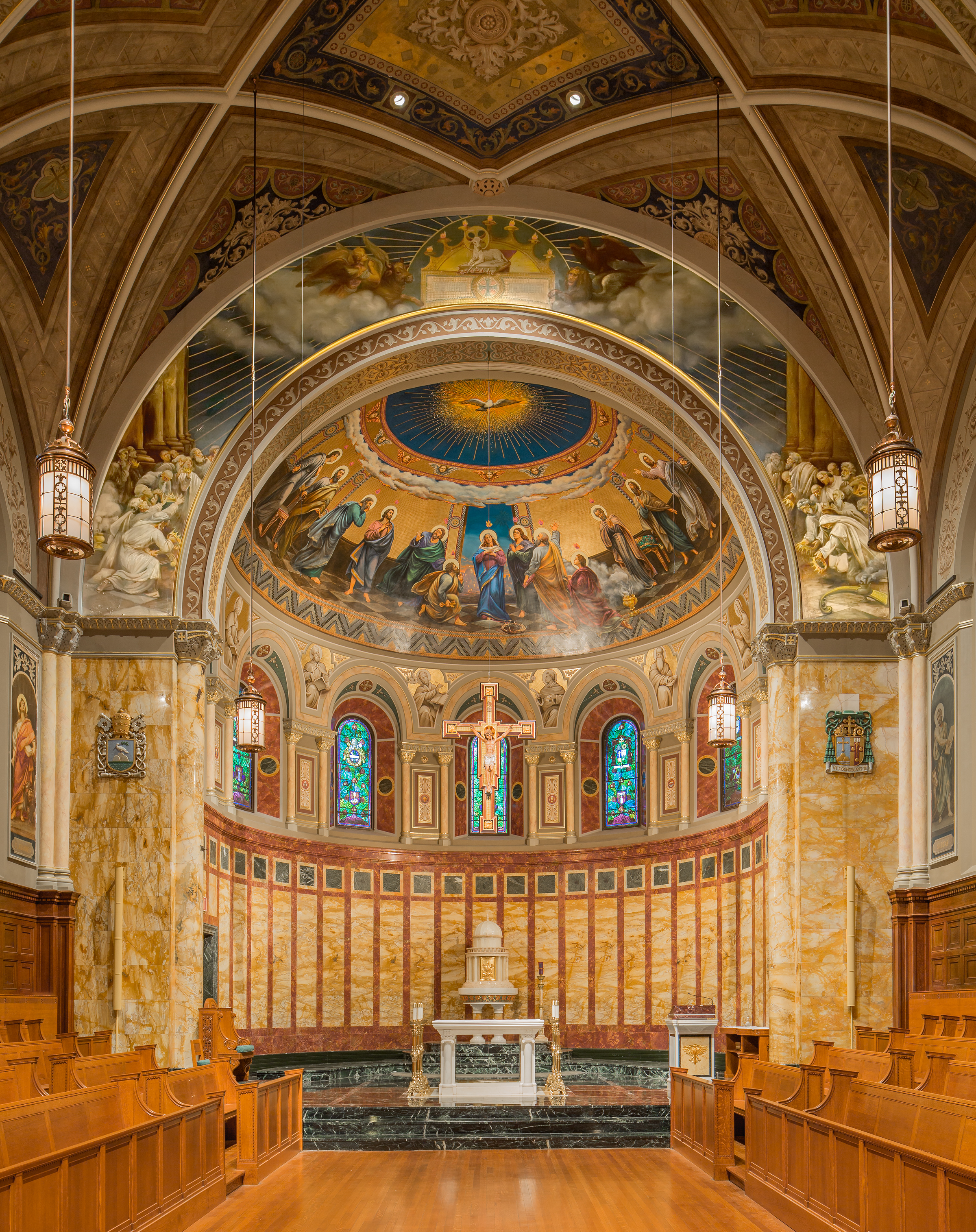
Chapelle du séminaire

Le Saint John's Seminary (séminaire Saint-Jean) est un grand séminaire catholique américain situé à Brighton en dehors du centre-ville de Boston (Massachusetts). Il dépend de l'archidiocèse de Boston.
Fondé en 1884, ce séminaire a 114 séminaristes en 2016 et environ soixante étudiants ne se destinant pas aux ordres, pour la plupart originaires de Nouvelle-Angleterre.

## Histoire
C'est en 1864, qu'un riche négociant de Boston, James Stanworth, fait l'acquisition d'une ferme en haut d'une colline à Brighton, sous le nom de domaine de Hildreth. Stanworth souffre de pertes financières dues à la crise bancaire de mai 1873 et ses héritiers vendent pour couvrir ses dettes. Mgr Williams achète le domaine et fait construire le séminaire ecclésiastique de Boston de 1881 à 1884. En 1883, le Commonwealth du Massachusetts octroie une charte au séminaire qui peut ainsi délivrer des diplômes en philosophie et sciences sacrées. L'archevêque confie la formation à ses anciens maîtres, les sulpiciens. La première rentrée a lieu le 22 septembre 1884. Le premier recteur est John Baptist Hogan.
Le séminaire est soumis aux lois du Massachusetts en 1892. En 1911, les sulpiciens quittent le séminaire se soumettant à l'ordre de l'archevêque, Mgr O'Connell , qui préfère le confier à ses prêtres diocésains plus maléables.

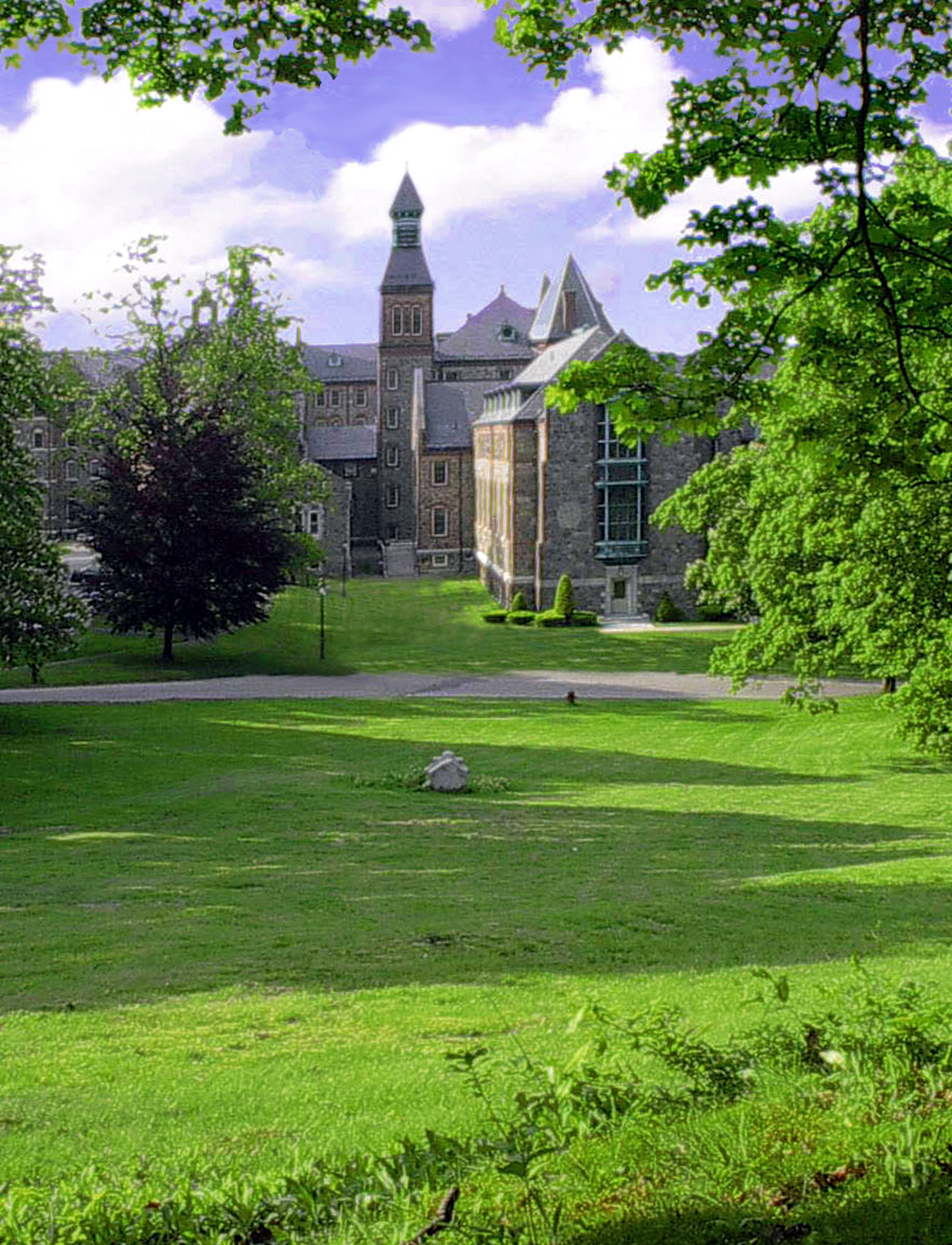
Terrains entourant le séminaire

Le Saint John's Seminary adopte son nom actuel en 1941,.

### Fusion avec le Cardinal O'Connell Seminary
Le Cardinal O'Connell Seminary, petit séminaire de l'archidiocèse pour les élèves du secondaire, situé à Jamaica Plain, fusionne avec le grand séminaire en 1968
Dans les années 2000, la plus grande partie des bâtiments ont été vendus au Boston College (BC) voisin, appartenant aux jésuites. En 2001, le Boston College loue St. Clement's Hall, où se trouvait auparavant les premières classes du séminaire et achète la propriété en juin 2004,. En mai 2007, l'archidiocèse vend les terrains non bâtis, la bibliothèque et d'autres structures. Le recteur, le R.P. John Farren O.P., envoie sa lettre de démission et proteste publiquement contre ces ventes de 2007, auprès du cardinal O'Malley. Ces ventes sont consécutives aux compensations faramineuses que l'archidiocèse a dû verser aux victimes d'abus dans le diocèse, à la suite des procès du début du XXIe siècle. Il ne reste donc plus que le bâtiment du Saint John's Hall.

### Effectifs
(par année universitaire)
- 2001–2002: 86
- 2005–2006: 34
- 2007–2008: 63
- 2009–2010: 91 (81 séminaristes diocésains et 10 réguliers)[12]
- 2015–2016: 114 (78 diocésains et 36 réguliers)[1]
- 2016-2017: 139 (100 diocésains and 39 réguliers)

## Diocèses d'origine
La plupart des étudiants proviennent des diocèses de Nouvelle-Angleterre: du Massachusetts, archidiocèse de Boston et diocèses de Fall River, Springfield, et Worcester; du Connecticut, archidiocèse d'Hartford; ainsi que les diocèses de Burlington, Vermont, Manchester, dans le New Hampshire,  et de Providence, dans le Rhode Island.
Pour l'année 2014-2015, St. John's  a commencé à accueillir des séminaristes en provenance de Rochester. Cette même année, le diocèse de Portland, qui regroupe ceux du Maine, a cessé d'y envoyer des séminaristes. St. John's reçoit aussi des étudiants étrangers.

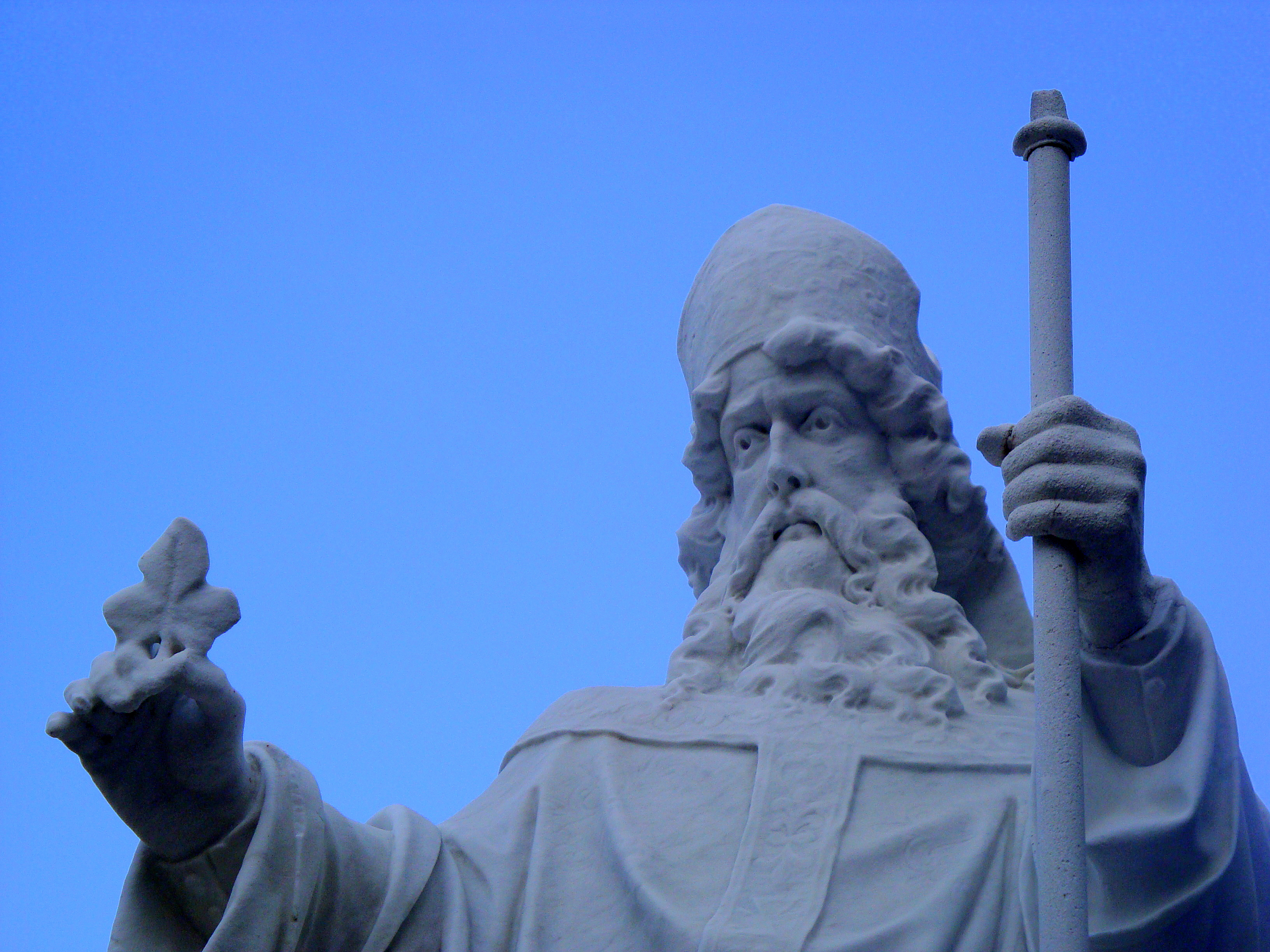
Statue de saint Patrick, patron de l'archidiocèse de Boston

Les candidats au séminaire sortant de premières années de faculté de l'archidiocèse de Boston résident au Our Lady of Providence Seminary College, à Providence (Rhode Island) et dans d'autres institutions.

## Programmes

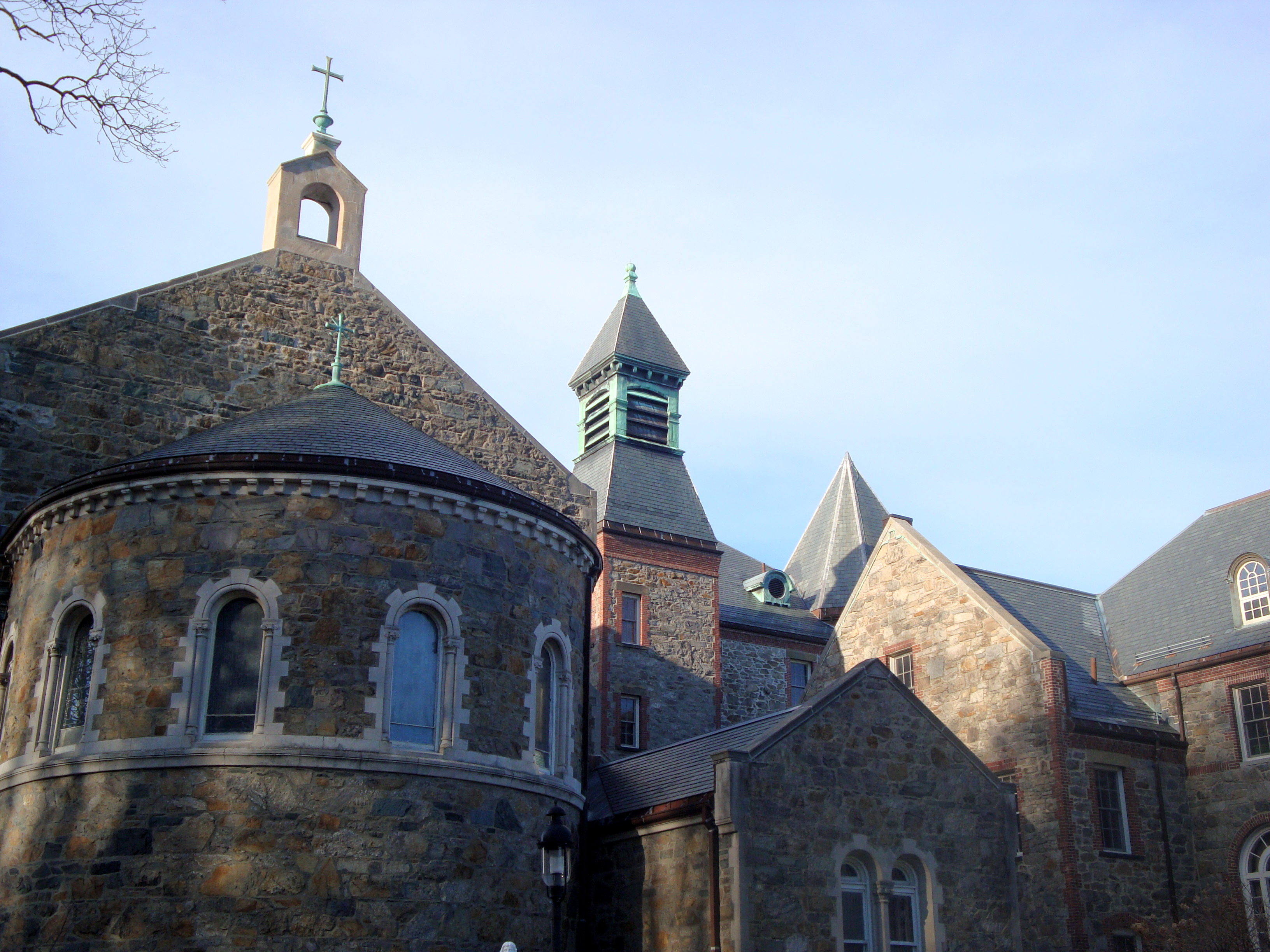
Vue extérieure du séminaire

### Programmes du séminaire
En tant que grand séminaire, visant à former de futurs prêtres, Saint John's offre un programme de quatre ans préparant au diplôme de Master of Divinity (en). Il y a aussi un cursus menant au Master of Arts en théologie.
En outre, le séminaire St. John's propose un programme de deux ans de formation initiale pour les candidats préuniversitaires. Ceux qui ont terminé leur cursus de pré-théologie peuvent se préparer à un Bachelor of Philosophy (B.Phil.).

### Programmes pour laïcs
L'institut de théologie du séminaire pour la nouvelle évangélisation permet aussi à des laïcs de recevoir une formation afin d'obtenir un master d'études de théologie pour la nouvelle évangélisation, et un Master of Arts  pour le ministère catholique (MAM). Ces personnes ont un campus séparé afin de se conformer aux normes du Saint-Siège. La division du MAM permet aussi à des catéchistes de se former en évangélisation et en apologétique.

## Vie quotidienne
Les séminaristes disposent de nombreux locaux sportifs (même un parcours de golf et des courts de tennis), de terrains de football ou de basket, etc. Ils disposent de salles de classe et doivent aider aux différents services (sacristain, bibliothécaire, etc.), y compris à celui de la chapelle. Une fois par semaine, ils offrent leurs services à une paroisse ou à une association caritative. Une rencontre est prévue avec leur directeur spirituel deux fois par mois.

## Anciens élèves
- Robert Joseph Banks, évêque de Green Bay 1985–2003
- Hugh F. Blunt (1877–1957), prêtre et poète
- George William Coleman, évêque de Fall River depuis 2003
- Daniel Anthony Cronin, archevêque d'Hartford 1992–2003
- Richard Cushing, archevêque de Boston 1944–1970
- John Michael D'Arcy, évêque de Fort Wayne-South Bend 1985–2009
- Jonathan DeFelice OSB, président du Saint Anselm College
- Daniel Francis Desmond, évêque d'Alexandria (Louisiane) 1933–1945
- George Albert Guertin, évêque de Manchester 1907–1931
- Daniel Anthony Hart, évêque de Norwich 1995–2003
- William Hickey, évêque de Providence 1921–1933
- Alfred Clifton Hughes, évêque de Baton Rouge 1993–2002, puis archevêque de La Nouvelle-Orléans 2002–2009
- Richard Lennon, évêque de Cleveland depuis 2006
- Joseph Francis Maguire, évêque de Springfield 1977–1991
- Richard Joseph Malone, évêque de Portland 2004–2012 puis de Buffalo depuis 2012
- John Brendan McCormack, évêque de Manchester 1998–2010
- Roger Morin, évêque de Biloxi (en) depuis 2009
- John Bertram Peterson, professeur, évêque de Manchester 1932–1944
- Joseph John Rice, évêque de Burlington, 1910–1938
- Nicholas Samra, évêque grec melkite catholique de Newton, depuis 2011
- James Anthony Walsh (1867–1936), cofondateur des pères et frères de Maryknoll
- John Joseph Wright, professeur, premier évêque de Worcester 1950–1959, évêque de Pittsburgh 1959–1969, cardinal
- Robert P. Reed, évêque auxiliaire de l'archidiocèse de Boston et président de la Catholic TV

## Enseignants
- Romanus Cessario O.P., Maître de théologie sacrée (Sacrae Theologiae Magister) des Dominicains, professeur de théologie systématique  et membre de l'Académie pontificale Saint-Thomas-d'Aquin.
- Christopher Coyne, évêque de Burlington, VT
- James Patrick Moroney, recteur, professeur de liturgie et secrétaire exécutif de la commission Vox Clara
- Louis Sebastian Walsh, évêque de Portland (Maine), 1906-1924
- Michael Barber S.J., évêque d'Oakland, directeur émérite de la formation spirituelle
- Mark O'Connell J.C.D., évêque auxiliaire de Boston, professeur de droit canon

## Recteurs
Sous administration sulpicienne:

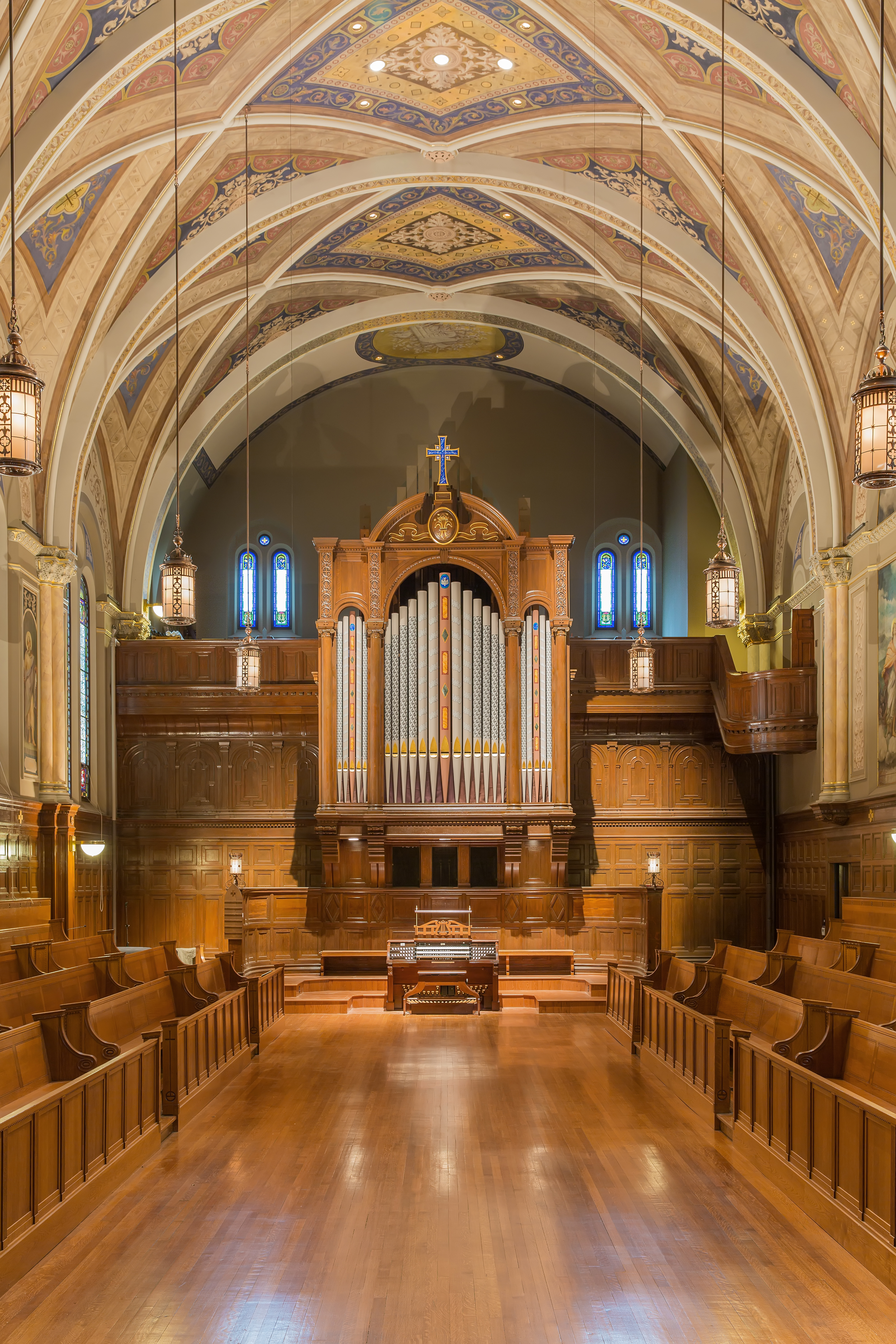
Orgue de la chapelle du séminaire

- 1884–1889: John Baptist Hogan, S.S.[19]
- 1889–1894: Charles B. Rex[19]
- 1894–1901: John Baptist Hogan, S.S.
- 1901–1906: Daniel E. Maher, S.S.[20]
- 1906–1911: Francis P. Havey

Sous administration diocésaine:
- 1911–1926: John Bertram Peterson
- 1926–1933: Charles A. Finn
- 1933–1938: Joseph C. Walsh
- 1938–1950: Edward G. Murray
- 1950–1958: Thomas J. Riley
- 1958–1965: Matthew J. Stapleton
- 1966–1966: Lawrence J. Riley
- 1966–1971: John A. Broderick
- 1972–1981: Robert Joseph Banks
- 1981–1986: Alfred Clifton Hughes
- 1986–1991: Thomas J. Daly
- 1991–1999: Timothy J. Moran
- 1999–2002: Richard Lennon
- 2002–2007: John A. Farren, OP
- 2007–2012: Arthur L. Kennedy
- 2012–2018: James P. Moroney
- 2018–aujourd'hui: Stephen E. Salocks (par intérim)